# Nevėžio slėnis ties Dembava
Nevėžio slėnis ties Dembava este o arie protejată (sit de importanță comunitară — SCI) din Lituania întinsă pe o suprafață de 18 ha, integral pe uscat.

## Localizare
Centrul sitului Nevėžio slėnis ties Dembava este situat la coordonatele 55°29′00″N 24°03′31″E / 55.4833°N 24.0586°E.

## Înființare
Situl Nevėžio slėnis ties Dembava a fost declarat sit de importanță comunitară în august 2008 pentru a proteja un număr necunoscut de specii din flora spontană și fauna sălbatică aflate în arealul zonei.

## Biodiversitate
Situată în ecoregiunea boreală, aria protejată conține 5 habitate naturale: Pajiști uscate seminaturale și facies de acoperire cu tufișuri pe substraturi calcaroase (Festuco-Brometalia) (* situri importante pentru orhidee), Pajiști cu Molinia pe soluri calcaroase, turboase sau argilos-nămoloase (Molinion caeruleae), Liziere de ierburi înalte hidrofile de câmpie și de nivel montan până la alpin, Pajiști aluvionare boreale nordice, Fânețe de joasă altitudine (Alopecurus pratensis, Sanguisorba officinalis).
La baza desemnării sitului se află un număr nedeclarat de specii protejate.
Pe lângă speciile protejate, pe teritoriul sitului au mai fost identificate 1 specie de plante.